# Aeroporto de Conceição do Araguaia

O Aeroporto de Conceição do Araguaia - Bendito Roque (IATA: CDJ, ICAO: SBAA) serve a cidade de Conceição do Araguaia, no estado do Pará. Está localizado na Rodovia PA-447, s/n.
O atrativo maior do aeroporto será para desenvolver o turismo naquela região, por possuir belas praias, cachoeiras e grutas.

## Reforma
É um dos 24 aeroportos do estado incluídos no PDAR - Plano de Desenvolvimento da Aviação Regional, que foi criado em 2012, pelo Governo Federal, com a finalidade de construir e/ou reformar 270 aeroportos em todo o país.

## Características
- Latitude: 8º20'54" S
- Longitude: 49º18'9" W
- Sinalização: S
- Pistas 08/26
- Comprimento: 5.905 pes
- Largura: 98 pés
- Superfície: Asfalto
- Elevação: 653 pés